# اتفاق الألياف المتعددة
كان تسوية الألياف المتعددة (اختصار:MFA) يحكم التجارة العالمية في المنسوجات والملابس من عام 1974 حتى عام 2004 م، حيث تم فرض حصص على المبالغ التي يمكن للبلدان النامية تصديرها إلى البلدان المتقدمة.
انتهت الاتفاقية بشأن المنسوجات والملابس في 1 يناير 2005م.

## التاريخ
منذ ظهور البلدان النامية كمصدر لإنتاج المنسوجات القطنية، بعد تصنيع المنسوجات أثناء الثورة الصناعية، مثل إنتاج شركة Khadi الهندية في حركة Swadeshi التي بدأها المهاتما غاندي، ازداد إنتاج القطن من هذه البلدان بثبات بعد الاستقلال الاستعماري. عدد من المعاهدات المتعلقة بالترتيبات القصيرة الأجل المتعلقة بالتجارة الدولية في المنسوجات القطنية (جنيف، 21 تموز / يوليو 1961)؛ الترتيب الطويل الأجل فيما يتعلق بالتجارة الدولية في المنسوجات القطنية (جنيف، 9 فبراير 1962 و15 يونيو 1970)، وحاول الترتيب المتعلق بالتجارة الدولية في المنسوجات (جنيف، 20 ديسمبر 1973) معالجة مسألة ما يبدو أنه هيمنة طبيعية على العالم النامي. في إنتاج المنسوجات القطنية في ذلك الوقت. في نهاية المطاف، تم تأسيس اتفاقية الألياف المتعددة في عام 1974.

## التأثير
وقد تم إدخال اتفاقية التمويل الأصغر في عام 1974 كتدبير قصير الأجل يهدف إلى السماح للدول المتقدمة بالتكيّف مع الواردات من العالم النامي. تتمتع البلدان النامية والبلدان التي ليس لديها دولة رفاهية بميزة نسبية في إنتاج المنسوجات لأنها كثيفة العمال، وأن أنظمة التأمين الاجتماعي السيئة لديها تسمح لها بتكاليف العمال المنخفضة. وفقا لدراسة أجراها البنك الدولي / صندوق النقد الدولي (IMF)، فإن النظام كلف العالم النامي 27 مليون وظيفة و40 مليار دولار سنويًا من الصادرات المفقودة. لقد قاومت البلدان النامية خطوات مثل بند اجتماعي في اتفاقات التعريفات، لربطها بالتحسينات في ظروف العمل.
لم يكن الترتيب سلبيا لجميع البلدان النامية. على سبيل المثال، لم يفرض الاتحاد الأوروبي أي قيود أو رسوم على الواردات من البلدان الناشئة، مثل بنغلاديش، مما أدى إلى توسع هائل في الصناعة.[بحاجة لمصدر]
في الاتفاق العام بشأن التعريفات الجمركية والتجارة (GATT) جولة أوروغواي، تقرر جلب تجارة النسيج تحت ولاية منظمة التجارة العالمية. نص الاتفاق بشأن المنسوجات والملابس على التفكيك التدريجي للحصص الموجودة في إطار وزارة الخارجية. تم الانتهاء من هذه العملية في 1 يناير 2005م. ومع ذلك، بقيت التعريفات كبيرة في مكانها على العديد من المنتجات النسيجية.[بحاجة لمصدر]
وكان من المتوقع أن تعاني بنغلادش أكثر من غيرها من إنهاء جمعية التمويل الأصغر، حيث كان من المتوقع أن تواجه المزيد من المنافسة، خاصة من الصين. ومع ذلك، لم يكن هذا هو الحال. يتبين أنه حتى في وجه العمالقة الاقتصادية الأخرى، فإن عمل بنغلاديش «أرخص من أي مكان آخر في العالم». في حين تم توثيق بعض المصانع الصغيرة مما يجعل خفض الأجور وتسريح العمال، وكان معظم التقليص حجما أساسا للمضاربة - استمر الطلب على السلع حتى بعد انتهاء (اتفاق الالياف المتعددة:MFA). في الواقع، زادت صادرات بنغلاديش من حيث القيمة بحوالي 500 مليون دولار في عام 2006م.
ومع ذلك، من المتوقع أن تخسر البلدان الأكثر فقرا في العالم المتقدم، مثل اليونان والبرتغال.
خلال أوائل عام 2005م، نمت صادرات المنسوجات والملابس من الصين إلى الغرب بنسبة 100 ٪ أو أكثر في العديد من البنود، مما دفع الولايات المتحدة والاتحاد الأوروبي إلى الاستشهاد بالاتفاقية الصينية للانضمام إلى منظمة التجارة العالمية، مما سمح لهم بتقييد معدل النمو إلى 7.5 ٪ سنويًا حتى عام 2008م. في يونيو، اتفقت الصين مع الاتحاد الأوروبي للحد من المعدل إلى 10 ٪ لمدة 3 سنوات. لم يتم التوصل إلى مثل هذا الاتفاق مع الولايات المتحدة، التي فرضت حصصها على الواردات بنسبة 7.5٪ بدلاً من ذلك.
عندما أعلن الاتحاد الأوروبي حصصهم الجديدة لتحل محل (اتفاق الالياف المتعددة:MFA) المنهار، سارعت الشركات الصينية إلى تسريع شحن البضائع المخصصة للسوق الأوروبية. استهلك هذا الأمر حصة لمدة عام على الفور تقريبًا.
ونتيجة لذلك، تم الاحتفاظ بـ 75 مليون قطعة من الملابس الصينية المستوردة في الموانئ الأوروبية في أغسطس 2005م. تم التوصل إلى حل دبلوماسي في بداية سبتمبر 2005م أثناء زيارة توني بلير إلى الصين، ووضع حدا للوضع كانت الصحافة البريطانية تطلق عليها اسم «الحروب الصدرية».

## وصلات خارجية
- بي بي سي نيوز أون لاين: EU warns China on textile exports, 24 April 2005
- نيويورك تايمز: China to Limit Textile Exports to Europe, 11 June 2005
- بي بي سي نيوز أون لاين: EU and China reach textile deal, 5 September 2005